# ناتالیا کوئیکا
ناتالیا کوئیکا (انگلیسی: Natalia Kuikka؛ زادهٔ ۱ دسامبر ۱۹۹۵) بازیکن فوتبال اهل فنلاند است.
از باشگاه‌هایی که در آن بازی کرده‌است می‌توان به باشگاه فوتبال پورتلند تورنز اشاره کرد.
وی همچنین در تیم‌های ملی فوتبال Finland women's national under-17 football team, Finland women's national under-19 football team, Finland women's national under-20 football team، و زنان فنلاند بازی کرده‌است.